# Велика хумка-тумул
Велика хумка-тумул се налази у Краљевцима и под заштитом је Завода за заштиту споменика културе Сремска Митровица. С обзиром да представља значајну историјску грађевину, проглашена је непокретним културним добром Републике Србије.

## Историја
Велика хумка се налази око један километар југозападно од села на парцели Малетић Саве из Краљеваца, улица Железничка број 1. Пречник доњег платоа је око 70—80 метара, а пречник горњег платоа 30—40 метара и висина хумке је 4—5 метара. На њеном врху се налази камен чија надморска висина износи 93 метра. У селу је сачувано веровање да је хумка настала када је Марко Краљевић на том месту истресао земљу са опанака. Рекогносцирањем терена су установљени површински налази костију, керамике и неколико бронзаних новчића који припадају римском добу. Око 100 метара јужно је пролазио римски пут Сирмијум—Сингидунум који је повезивао Италију са Цариградом. Хумке или тумули су вештачка узвишења најчешће кружног облика која су у праисторији коришћена за сахрањивање било да се ради о појединачним гробљима или некрополама. Нека од њих су употребљавана за исту сврху и касније за време Велике сеобе народа или у периоду мађарске доминације у Срему као што су показала археолошка ископавања тумула у Војки и Батајници. Најстарије хумке у Срему су настале у енеолиту и у ширем смислу припадају степској култури гробова јама или курган култури која је била распрострањена од Волге до Доњег Дунава и Војводине. Тумули су грађени на месту где је покојник сахрањен, а око њих су обично постављени венци од камена као конструктивни елемент да се земља не би осула и да би им се сачувала потребна висина, верује се да су настали у праисторијском периоду на основу површинских налаза археолошког материјала, обиму и димензија и близини праисторијских насеља. Имајући у виду њихову угроженост приликом обраде земље или на други начин и да им прети опасност да буду потпуно уништени донето је решење о заштити са циљем да буду трајно заштићени у простору и времену. У централни регистар је уписана 27. децембра 1999. под бројем АН 136, а у регистар Завода за заштиту споменика културе Сремска Митровица 6. децембра 1999. под бројем АН 9.